# Ibrahim Kanaan
Pour les articles homonymes, voir Kanaan.
Ibrahim Kanaan, né en 1962 est une personnalité politique libanaise.

## Biographie
Juriste et conseiller de nombreuses entreprises, il s'installe en 1990 en Grande-Bretagne. En 1996 il fonde le Rassemblement Libano-Britannique pour la Liberté au Liban. Celle-ci comprenait un certain nombre de députés britanniques, parmi eux un ancien ministre des Affaires Étrangères. Une délégation de l’Association a visité le Liban du 7 au 10 avril 1996, participant à une conférence dont le titre était: “Démocratie au Liban: Loi électorale et surveillance des élections”, organisé par le Centre Libanais des études légales et économiques, présidé par Kanaan.
Très proche du général Michel Aoun, membre du Courant patriotique libre, il est élu lors des législatives de 2005. Au sein du parlement libanais, il est membre et secrétaire général du Bloc de la réforme et du changement et devient président de la commission parlementaire de la Jeunesse et des Sports. Il est également secrétaire général du bloc parlementaire du Changement et de la Réforme. Il est membre élu de la plus haute cour parlementaire et membre actif à la commission de la Justice et de l’Administration ainsi que membre de la commission parlementaire des Droits de l'homme.
Le 7 juin 2009, il est réélu député de la circonscription du Metn, sur la liste du Bloc de la réforme et du changement, en obtenant le plus grand nombre de suffrages et devient président de la Commission parlementaire des Finances et du Budget.